# .sg
.sg (Singapura) é o código TLD (ccTLD) na Internet para Singapura.